# سم برنز
سَمپسون گوردون «سم» بِرنز (به انگلیسی: Sampson Gordon "Sam" Berns) (زاده: ۲۳ اکتبر ۱۹۹۶ – درگذشت: ۱۰ ژانویه ۲۰۱۴) بیمار آمریکایی مبتلا به پیری زودرس بود که تلاش زیادی برای آگاهی دادن مردم نسبت به این بیماری انجام داد. در سال ۲۰۱۳، فیلم مستند زندگی به سبک سم دربارهٔ زندگی سم برنز ساخته شده است.